# Apollo–12
Az Apollo–12 az Apollo-program hatodik emberes repülése, egyben a második, amely leszállt a Holdon. Ez az egyetlen repülés, amely főként mérnöki kísérlet volt, ezen az expedíción kísérletezték ki a hajszálpontos leszállást, amely minden későbbi geológiai kutatóexpedíció alapjának számított. A holdra szállások típusrendszerében a H típusú küldetés jelet kapta, azaz az űrhajósok nagyjából 30 órányi tartózkodással másfélszer több időt töltöttek a holdfelszínen az Apollo–11 űrhajósainál, míg két, hozzávetőleg 4 órás holdsétát tehettek, amellyel megnégyszerezték elődeik tartózkodási idejét.
A legénységet Pete Conrad parancsnok, Alan Bean holdkomppilóta és Dick Gordon, a parancsnoki modul pilótája alkotta, akik csak kis híján maradtak le a történelmi elsőségről. A trió minden tagja a Haditengerészet pilótája volt, és különleges baráti összetartásuk különösen sikeressé tette expedíciójukat.
Az expedíció fő feladata a hat műszerből álló, bővített ALSEP felállítása és egy 31 hónappal korábban felküldött és sikeresen leszállt holdszonda meglátogatása volt. Először használták a holdprogram során a Holdhoz való eljutáshoz az ún. „hibrid transzfer pályát”, felhagyva a biztonságos „szabad visszatérési pálya” alkalmazásával, illetve először használtak plutóniumos termoelektromos generátort a műszerek áramszükségletének előállításához. Az űrhajósok további feladata volt még nagyobb távolság megtétele gyalogosan az Armstrong és Aldrin által szerzett tapasztalatokra épített geológiai kutatóút során.

## Személyzet
| Beosztás                 | Űrhajós                   | Űrhajós                   |
| ------------------------ | ------------------------- | ------------------------- |
| Parancsnok               | Pete Conrad (4) űrrepülés | Pete Conrad (4) űrrepülés |
| Parancsnokiegység-pilóta | Dick Gordon (2) űrrepülés | Dick Gordon (2) űrrepülés |
| Holdkomppilóta           | Alan Bean (2) űrrepülés   | Alan Bean (2) űrrepülés   |

(1) Zárójelben a személyenként elvégzett űrrepülések száma, beleértve ezt a küldetést is.

### Tartalék személyzet
| Beosztás                 | Űrhajós                  | Űrhajós                  |
| ------------------------ | ------------------------ | ------------------------ |
| Parancsnok               | Dave Scott (3) űrrepülés | Dave Scott (3) űrrepülés |
| Parancsnokiegység-pilóta | Al Worden (1) űrrepülés  | Al Worden (1) űrrepülés  |
| Holdkomppilóta           | Jim Irwin (1) űrrepülés  | Jim Irwin (1) űrrepülés  |

### Kapcsolattartó személyzet
- Gerald Carr
- Edward Gibson
- Paul J. Weitz

## Előzmények

### Apollo–11
A program fő célkitűzése a holdi leszállás volt, amelyet John F. Kennedy tűzött ki a program személyzete elé. Ehhez egy egymásra építkező repüléssorozaton kellett végiglépdelni a hardver tesztrepüléseitől a Hold közeli felderítésén át egészen a leszállásig. Az ilyen módon kialakított repülési sorozat rendkívül sikeres volt, lényegében – leszámítva az Apollo–1 tüzének kezdeti kudarcát – minden újonnan kipróbált elem sikeresnek bizonyult, így a NASA a program mindössze ötödik, ember vezette repülésén megpróbálkozhatott a holdra szállással. A sorozat részeként az Apollo–7 először tesztelte a vadonatúj Apollo holdűrhajót, majd az Apollo–8 a Saturn V első éles tesztjén kívül először jutott el a Holdig, aztán az Apollo–9 sikerrel próbálta ki a holdkompot, hogy az Apollo–10 minden korábbi részletet egyetlen repülésben egyesítve a holdi leszállás „jelmezes főpróbája” legyen.
1969. július 16-án jött el a történelmi pillanat, amikor Neil Armstrong, Buzz Aldrin és Michael Collins elindult történelmi útjára, hogy elsőként próbálkozzon a holdi leszállással. A próbálkozást 1969. július 20-án siker koronázta, Neil Armstrong és Buzz Aldrin az emberiség történetében először leszállt a Hold Mare Tranquillitatis holdtengerén. Ezzel az Apollo-program célkitűzése teljesült. A program más irányba folytatódhatott tovább.

### A program fő céljainak megváltozása
Amikor az Apollo–11 leszállt a Holdra, a NASA döntési helyzet elé állt: a rengeteg bizonytalansági tényező miatt összesen még 9 repülésre elegendő hardver – rakéta, űrhajó stb. – állt rendelkezésre kész vagy éppen gyártás alatti stádiumban, így a programnak – bár a fő célkitűzést, az oroszok legyőzését az űrversenyben már teljesítette – a bőséges erőforrás miatt más irányt kellett szabni. A legkézenfekvőbb irány a tudományos kutatás volt, azaz az első leszállás sikere után már nem a képességet kellett kiaknázni, hanem a Holdat, mint égitestet lehetett minél részletesebben feltárni. Ez előtt a feladat előtt azonban egy komoly negatív tapasztalat tornyosult. Az Apollo–11 egyetlen kudarcnak tekinthető mozzanata annyi volt, hogy messze kilométerekkel a kijelölt leszállóhely mellé tudott csak leszállni. Amennyiben egy tudományos szempontból érdekes leszállóhelyen akarta a NASA a személyzetet és a műszereket letenni, nem engedhették meg a luxust, hogy kilométeres tévedéssel szálljanak le a kiszemelt célpont mellé, nagyon fontos volt, hogy hajszálpontos leszállásokat tudjanak végrehajtani és erre biztosan tudjon támaszkodni az űrhivatal a tervezés során. Az Apollo–12 tehát ezt a technikai feladatot kapta: még főként nem tudományos célú küldetésként tekintettek rá, hanem annak kipróbálásaként, hogyan lehet pontosan egy előre meghatározott ponton leszállni a Holdon. A tudományos kutatás kissé háttérbe szorult, illetve siker esetén a későbbi repülésekre maradt.
A fő cél megváltozása egyben a módszerek és azokon keresztül az eszközök változtatását is magával hozta. A hosszabb holdfelszíni tartózkodáshoz és a szélesebb körű tudományos vizsgálatokhoz több eszköz, ellátmány, következésképpen nagyobb hasznos teher járult. Ennek megvalósítását több oldalról is próbálták megoldani. Az egyik ilyen ötlet a Hold elérésének üzemanyagtakarékosabb, bár biztonságot tekintve kockázatosabb módja volt. Ehhez az Apollo–8, –10 és –11 által kitaposott „szabad visszatérés pályáját” tervezték át: új nevén „hibrid transzfer pályára” változtatták a Holdhoz vezető út vonalát. Ezzel a pálya holdközelpontja alacsonyabbra került, és ez kevesebb üzemanyaggal tette lehetővé a leszállást. Az így felszabadult üzemanyag-mennyiség tömegének „helyére” plusz rakományként több műszer vagy ellátmány kerülhetett (illetve mellesleg kitaposta az utat a későbbi expedíciók előtt is, ahol nem a több rakomány, hanem a Hold felszínének más, nehezebben elérhető régiói voltak a cél, amelyhez több üzemanyagra volt szükség).
A másik fejlesztési út az Eagle leszállását lehetővé tévő súlycsökkentési program folytatása a holdkomp gyártójánál, a Grumman repülőgépgyárnál. A „fogyókúra” nyomán felszabaduló tömeg helyén is újabb és újabb műszerek és ellátmány – oxigén, víz stb. – kapott helyet. Ezzel együttesen megfelelt az űreszköz a H típusú küldetés követelményeinek, amely kb. 30 óra holdfelszínen tartózkodást feltételezett. Ennek birtokában készülődhetett a legénység két holdsétára, egyenként 4-4 óra kinntartózkodással. A tudományos kutató eszköztár is bővült: az Apollo–11 három műszerből álló EASEP-jéhez képest a következő útra már hat műszerből és egy plutóniumos áramforrással táplált központi egységből álló eszközparkkal indult útnak az újabb expedíció. A műszeregyüttes bonyolultságát jól jelzi, hogy a két holdséta egyikét teljes egészében az ALSEP felállításának tervezték szentelni.

### A leszállóhely kiválasztása
Az Apollo–12 leszállóhelyének kijelölése az Apollo–11 leszállását követően vált véglegessé. Az első holdra szállás során a mindent háttérbe szorító biztonsági megfontolások miatt egy geológiailag szinte érdektelen síkságot jelöltek leszállóhelynek, ám a későbbi expedícióknak tudományosan érdekes helyek kellettek, ahol az űrhajósok vizsgálódhattak. A rendszer egyébként is a pontosabb leszállásokra épült, ám erre a tervezési filozófiára Armstrongék leszállása alaposan rácáfolt, amikor majdnem hat kilométerrel az eredetileg kijelölt leszállási ponttól nyugatra sikerült csak leszállni. Ha ez lett volna a realitás, akkor egyszerűen értelmetlen lett volna űrhajókat küldözni az egyes geológiai kutatási helyszínekre, hiszen azok úgysem tudtak volna elég közel leszállni a célhoz. Ezért lett a legfontosabb feladat, hogy egyszer és mindenkorra tisztázza a NASA, hogy képes-e az Apollo hardver a lehető legpontosabb leszállásokra, vagy a további holdra szállásokat kénytelenek lesznek feladni. Ezen kitüntetett feladatot bízták a második Holdra készülődő legénységre.
Tekintettel arra, hogy a Hold felszínéről az Apollo-program előttről nem álltak rendelkezésre képek, a kitüntetett pontok sorában nagyon hamar a lista élére álltak az ember által korábban odaküldött eszközök, azok közül is a sima leszállást bemutató szondák. Egy ilyen szonda megtalálása és a nagyközönségnek való bemutatása számos előnnyel járt. Először is ott vannak a propaganda előnyök: ha sikerül lefényképezni a szondát, úgy egyszerűen beszerezhető a bizonyíték, hogy tényleg a kijelölt helyen sikerült landolni a holdkompnak, ráadásul egy, az űreszköz mellett álló amerikai űrhajós fényképe igencsak jó reklámot jelentene a közvélemény szemében. Tudományos szempontból is előnyt jelenthetett egy pontos leszállás, általa hozzá lehetett volna jutni a holdszonda leszerelt alkatrészeihez, amelyek részletes vizsgálatával információkhoz lehetett jutni az űrbéli viszonyok hosszútávú hatásairól.
A feladat ezt követően a megfelelő célpont kiválasztása volt. Holdon leszállt szondából viszonylag kicsi volt a választék. Az meglehetősen provokatív lett volna, ha egy szovjet szondát választanak az amerikaiak, így az egyetlen lehetséges út a Surveyor-program holdszondáinak megtalálása lett, amelyben korábban 5 sikeres leszállást végeztek amerikai holdszondák. A 6 pontot tartalmazó követelményrendszer metszéspontjában a Surveyor–3 állt. A kiválasztás követelményei a következők voltak: 
- Síkság: relatíve kevés kráterrel és sziklával hintett legyen
- Megközelítés: ne legyenek nagyobb dombok, meredélyek vagy mélyebb kráterek, amelyek hibás magasságjelzést adhatnak a radarnak
- Üzemanyag szempontok: a lehető legkevesebb hajtóanyaggal megközelíthető legyen
- „Újrázhatóság”: Hatékonyan lehessen előkészíteni a startfolyamatot újra, amennyiben a Saturn V startját halasztani kell
- Szabad visszatérés: Elérhetőnek kellett lennie egy olyan űrhajónak, amelyet a szabad visszatérés pályáján indítottak (ezt később figyelmen kívül hagyták)
- Domborzat: a megközelítési útvonalon és a leszállóhelyen 2°-nál nagyobb lejtő nem lehet[3]

A fenti követelményekből adódott az Oceanus Procellarum (Viharok Tengere), ahol két Surveyor szonda, a Surveyor–1 és a Surveyor–3 szállt le korábban. A helyszín azért is mutatkozott kívánatosnak, mert a felvételek alapján az Apollo–11 leszállóhelyéhez képest eltérő kőzettípusokat ígért. A két Surveyor közötti választást pedig az döntötte el, hogy a Surveyor–3 leszállási térségén áthúzódott a Hold egyik leglátványosabb kráterének, a Tycho kráternek, az egyik legfontosabb holdi becsapódási esemény eredményeként létrejött képződményének anyagkivetődési sugársávja, amely ezzel az eseménnyel kapcsolatos minták visszahozatalában kecsegtetett reménnyel. Így esett a választás a Surveyor–3-ra.
Ehhez a NASA-nak a pontos leszállási paraméterek kidolgozásához meg kellett találnia a szondáját, amelyik helyét csak kilométeres pontossággal ismerték. A lehetséges Apollo leszállóhelyek feltérképezésére korábban Hold körüli pályára küldött Lunar Orbiterek fényképeit egy csoport mikroszkóppal vizsgálta át, és végül sikerült a Surveyor–3-at megtalálni a holdfelszínen. A kis szonda 31 hónappal korábban szállt le az Oceanus Procellarumon, hogy akkor a puha leszállás révén a holdfelszín közeli vizsgálatát végezze, azzal a konkrét céllal, hogy kikövezze az Apollo űrhajósok útját. A Surveyor–3 azonosításával véglegesedett az új holdexpedíció úti célja.

### A legénység kiválasztása
A legénység kijelölése egy sajátos folyamat végén alakult ki, amely folyamatot rengeteg véletlen, vagy tervszerű mozzanat alakított. A folyamat normális menetben úgy zajlott, hogy Deke Slayton, az űrhajósok főnöke már a Gemini-program során felállított egy szisztémát, egy rotációt, amelyben kvázi automatikusan léptek előre a rotációba beosztott űrhajósok. Ennek a rotációnak az volt a lényege, hogy az adott űrhajóst először beosztották egy tartalék legénységbe, majd két repülést kihagyott, a harmadikon pedig ő lehetett az első számú, repülő legénység egyik tagja (az első repülésekre, ahol tartalék jelölés nélkül lehetett valaki kijelölt  űrhajós, valamiféle rangidősi státusz alapján dőltek el a kijelölések). A  kezdeti 8-10 fős legénységet még a program elején bejelentette Slayton, majd az abból eredő körforgást befolyásolták a különböző, nem várt események, például egyik-másik űrhajós lemondása, betegség miatti ideiglenes vagy végleges kiesése. E szerint a rotációs rendszer szerint az Apollo–12 legénysége az Apollo–9 tartalékaiból kellett kikerüljön.
Az Apollo–9 eredeti tartalék legénysége a végül történelmet író trió tagjai, Armstrong, Aldrin és Collins voltak, ám 1968 derekán a szovjetekről érkező CIA jelentések nyomán megcserélték az Apollo–8 és az Apollo–9 legénységét, és a tartalékaik is helyet cseréltek. Tovább bonyolította a képet egy még korábbi esemény. Az eredeti Apollo–9 tartalék legénységében még C. C. Williams volt a tartalék holdkomppilóta, ám őt halálos repülőbaleset érte, gépével lezuhant Florida felett. Ekkor helyére keresni kellett valakit, és Pete Conrad parancsnok egy olyan embert kért a helyére, aki nem is az Apollo-programba, hanem az Apollo Application Programba került beosztásra. Conrad korábbi berepülőpilóta növendékét, Alan Bean-t kérte holdkomppilótaként. Így alakult ki a Pete Conrad parancsnok, Dick Gordon parancsnokiegység-pilóta, Alan Bean holdkomppilóta hármas, amely végül az Apollo–9 tartalék legénységét alkotva (és az ottani kiképzésnél rátermettségét maradéktalanul bizonyítva) automatikusan megkapta az Apollo–12 legénységi kinevezését.
A legénység hivatalos, sajtó előtti kijelölésére az Apollo–9 sikere után 1969. április 10-én került sor. Az elsődleges repülő legénység mellett ekkor kapta meg a jelölését a tartalék csapat is, Dave Scott parancsnok, Jim Irwin holdkomppilóta és Al Worden, a parancsnoki modul pilótája (utóbbiaknak semmilyen űrrepülő tapasztalatuk nem volt, ezzel a repüléssel kerültek bele abba a legendás körforgásba, hogy az Apollo-program második felében aktív szerepet kaphassanak). A gyakorlások során egészen az Apollo–11 sikeréig nem volt biztos, hogy mi lesz az Apollo–12 célja – egy esetleges kudarc esetén ők léphettek volna előre az első (sikeres) holdra szállás legénységévé. Egyedüli különbség volt, hogy mindegyik legénység fő fókusza a leszállóhelyet illetően saját volt: Armstrongék a Mare Tranquillitatisra, Conradék az Oceanus Procellarumra gyakoroltak. Az Apollo–11 sikere után fordultak rá teljes gőzzel a „Hóember” melletti hajszálpontos leszállásra.

## A repülés

### Felszállás és odaút

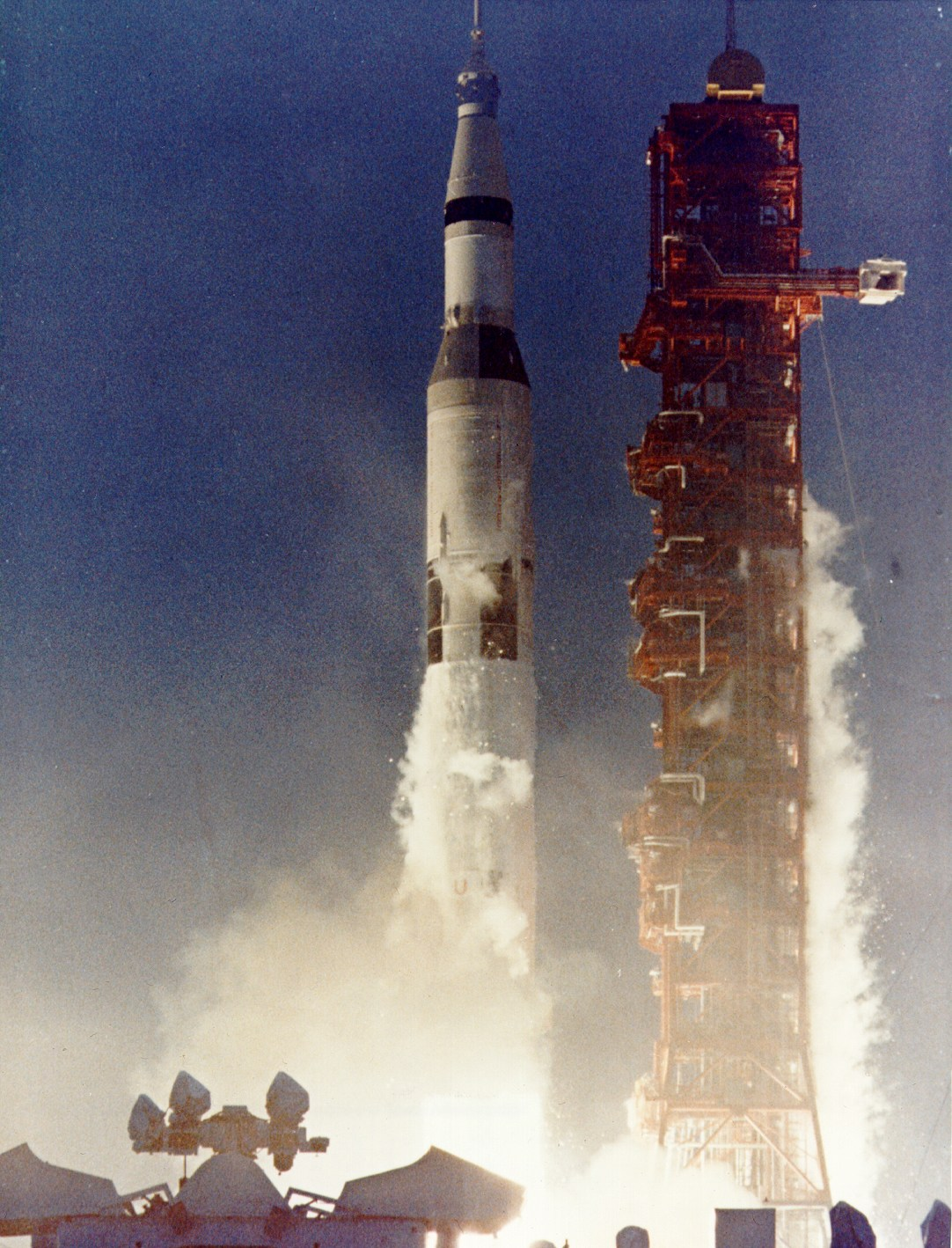
Az Apollo–12 startja

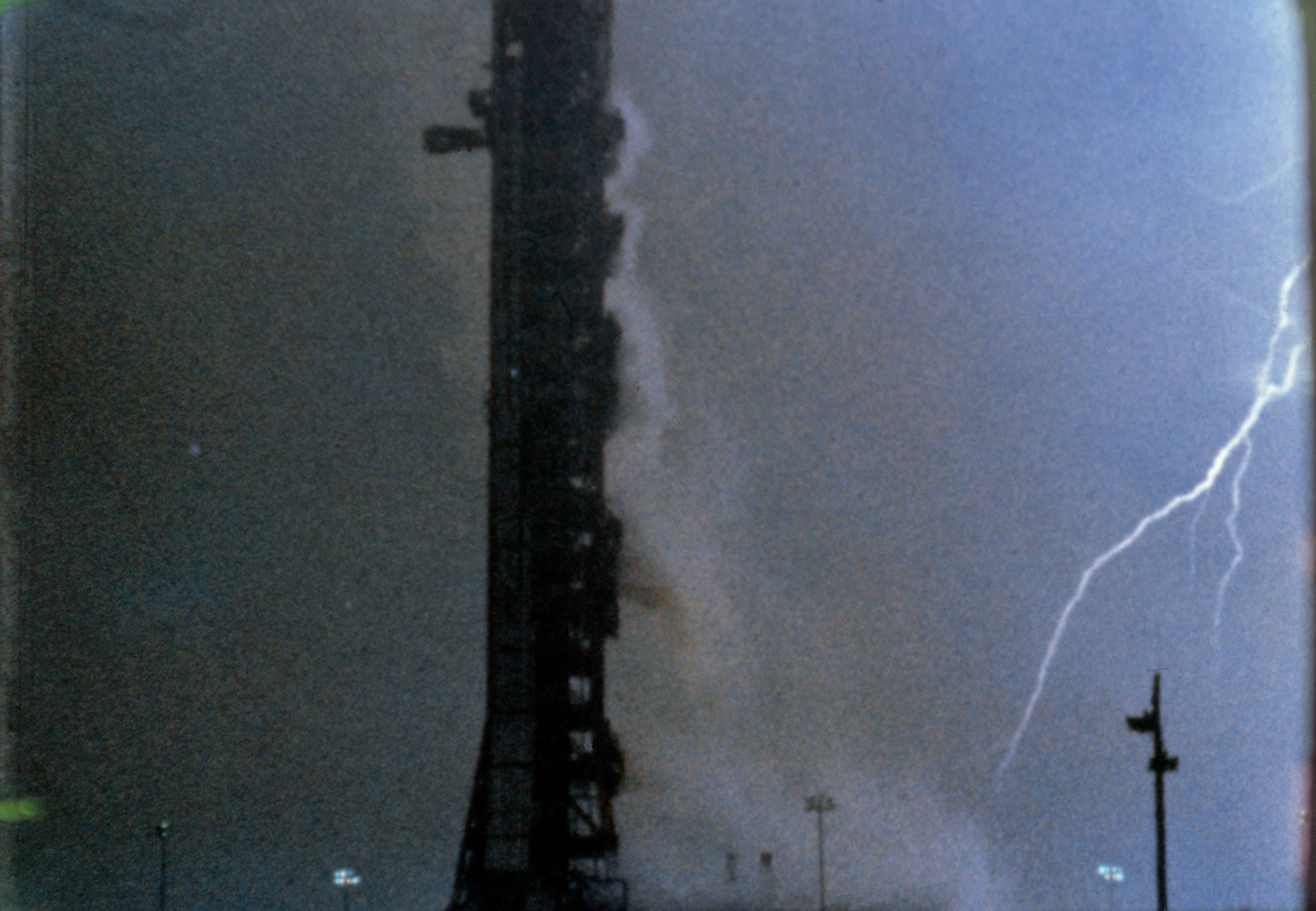
Az egyik villámcsapás, amely az űrhajót érte és egészen leért az indítóállásig

Az Apollo–11 leszállását követően kissé megváltoztak a program prioritásai, ezért a második holdra szállásnál már nem volt szempont a sietség, ezzel szemben a leszállással kapcsolatban felmerülő új szempontok átírták a tervezés menetét, így a korábbi két hónapos startszüneteket egy négy hónapos szünet követte. A start dátuma 1969. november 14-re csúszott.
A startra helyi idő szerint 11:22:00-kor (16:22:00 UTC) került sor Cape Canaveral LC-39A indítóállásából. Az emelkedő űrjármű a repülés 36. másodpercében bajba került. Mai szemmel nézve szokatlan módon az irányítás ugyanis a bonyolult időjárási körülmények ellenére indította útnak a rakétát, mivel az indítóhely felett éppen egy front haladt keresztül masszív felhőzettel. A repülés 36. másodpercében villám csapott az űrhajóba, mivel ekkorra az űrszerelvény már úgy viselkedett, mint egy magasra emelt, hatalmas villámhárító (magas fémcsúcs, mögötte a földig érő, ionizált gázokból álló plazmacsóva). Az űrhajóban ülőknek nem történt bajuk (ők lényegében egy Faraday kalitkában ültek), ám a villám kisütötte az üzemanyagcellákat, amelytől megszűnt az űrhajó áramellátása. Alig 16 másodperccel később, a repülés 52. másodpercében egy újabb villámcsapás érte a rendületlenül emelkedő űrszerelvényt. Ez a kisülés a navigációs rendszert vakította meg, valamint a kabinban megbolondította a műszerek többségét. Az esetet egyetlen szerencsés körülmény mentette meg, a Saturn V rakétának független, önálló navigációs rendszere volt, amelyet nem érintett az elektromos hiba, így a rakéta pontosan haladt tovább a pályáján, és megfelelő irányba vitte az utasait.
A probléma megoldása is szinte véletlenszerű volt. A megbolondult műszerek miatt szükség volt arra, hogy tisztán lássanak az űrhajósok, valamint az irányítás mérnökei. Mindössze egy mérnöknek jutott eszébe egy megoldási javaslat, amikor azt javasolta az űrhajósoknak, hogy „Try SCE to AUX” (azaz „próbáljátok átállítani az SCE-t AUX-ra”). Pete Conrad parancsnok úgy reagált az utasításra, hogy „Mi az ördög az az SCE?”, ám Alan Bean holdkomppilótának bevillant, hogy melyik kapcsolót kell átállítania. Az SCE (Signal Conditioning Equipment) egy jelátalakító volt, amelynek üzemmódjait „Norm” (normál) és „Aux” (tartalék) között lehetett váltani. Az üzemmódváltással elhárult a műszerek megbolondulását okozó probléma. Ezt követően az irányítás utasítására újraindították (egyfajta mechanikus „resetet” alkalmazva) az üzemanyagcellákat, és minden elkezdett rendben működni a továbbiakban. A Föld körüli pályán végrehajtott rendszerellenőrzés során minden megfelelően működött tovább, mindössze a csillagokra tájolt navigációs rendszert kellett újrakalibrálni).
A „Try SCE to AUX” kifejezés műszaki körökben önálló életre kelt és afféle szállóigévé vált, a találékonyság és helyzetfelismerés metaforájává, és a mai napig idézik az ilyeneket igénylő helyzetekben.
Másfél Föld körüli fordulat – és az ezen idő alatt elvégzett teljes körű rendszerellenőrzés – után az űrhajósok megkapták az engedélyt a Hold irányú hajtóműindításra, amellyel kiszakadhattak a Föld vonzásából. Ez után a soron következő, az egész küldetés sorsát is befolyásoló műveletet kellett végrehajtani: az űrhajó letért a szabad visszatérés pályájáról. Az előző két holdrepüléskor a biztonság kedvéért az ún. „szabad visszatérés pályáján” közlekedtek az űrhajók, amelyek előnye az volt, hogyha bármi probléma adódott az odaúton, az űrhajó mindenféle beavatkozás nélkül, a Hold megkerülését követően visszatért volna a Földre (lényegében a Hold gravitációja pontosan a kiindulópont felé fordította volna vissza az űrhajót), ám ezúttal a repüléstervezők egy ún. „hibrid-transzfer pályát” választottak, amely ugyan beáldozta volna a biztonsági tartalékot, ám a holdfelszín sokkal nagyobb része volt elérhető általa, amely még üzemanyag megtakarítással is járt a Hold körüli pályára álláskor.
Három napos eseménytelen út végén a Yankee Clipper elérte a Holdat, ahol 83 és fél óra repülés után Conrad parancsnok egy közel 6 perces fékező gyújtással Hold körüli pályára állította az űrhajót. Újabb 5 óra múltán egy végső manőverrel 111 kilométer magas körpályává alakították az égitest körüli keringésüket, amely egészen a hazaindulásig stabil pályájuk maradt és amely kiindulási pontul számított a holdkomp leszállásához és visszatéréséhez egyaránt. Ezen közben elrepültek a következő repülés, az Apollo–13 leszállóhelye, a Fra Mauro felett (fényképeket készítve), ahol Conrad tréfásan megjegyezte: „Megmondhatjátok a jó öreg Bizonytalan Kapitánynak (Jim Lovell, a következő repülés kijelölt parancsnokának gúnyneve), hogy megnyugodhat. Visszük neki a képeket”. Conradék saját célpontját is türelmetlenül kereste a parancsnok, amely a Hold nyugati féltekéjén feküdt, az Oceanus Procellarumon, az egyik legszebb nagy becsapódási kráter, a Kopernikusz közelében. Maga a Surveyor–3 szonda pedig egy kisebb krátercsoport (munkanevén a „Hóember”) legnagyobb kráterének belsejében ücsörgött, Pete Conradnak tehát ezen kráter szélét kellett célba vennie. Először a pályaadatok mutatták meg, hogy pontosan a megfelelő íven repülnek (szemben Armstrongékkal, akik egy kisebb hiba miatt eltértek tőle, ezért kilométerekkel a célpontjuk mellett szálltak le), aztán hamarosan Conradnak sikerült szemmel is megtalálnia a kráterformációt, ami mellé nemsokára leszálltak.

### Holdi leszállás

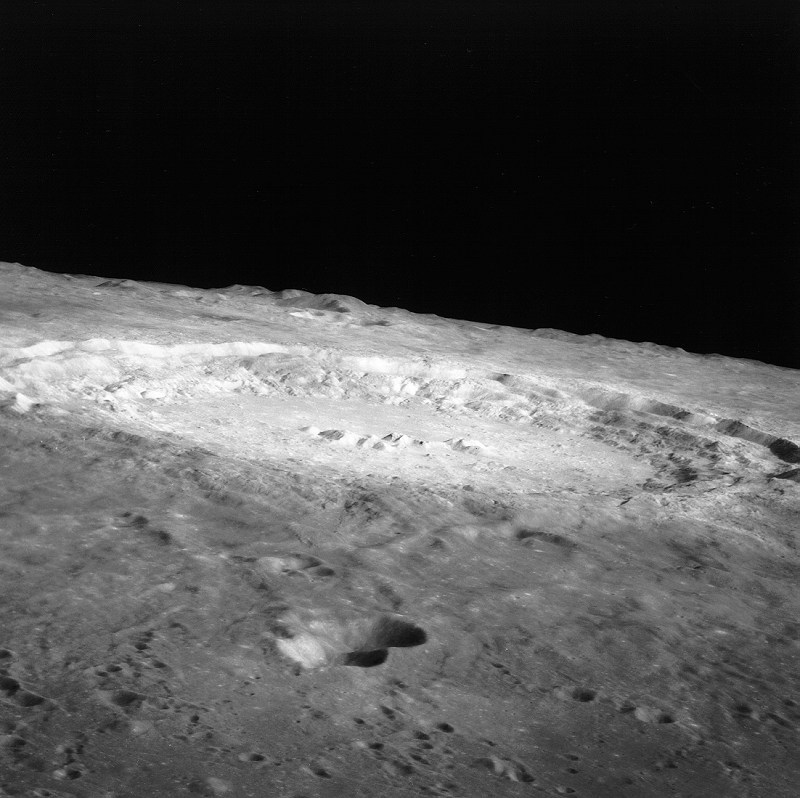
A leszállóhely térségét domináló Kopernikusz kráter Hold körüli pályáról

Már a repülés negyedik napjából 6 óra telt el, mikor a két leszállni készülő űrhajós átköltözött a holdkompba. A leszállási előkészületek során mindkettejüknek gondjai támadtak a testükre erősített biomed szenzorokkal. Ezeket teljes egészében le kellett szedni, megtisztítani és visszahelyezni, hogy újra megfelelően működhessenek. Ezen a kisebb fennakadáson kívül az előkészületek rendben lezajlottak, majd az űrhajósok szétválasztották egymástól a holdkompot és a parancsnoki űrhajót, előbbiben Conraddal és Beannel, utóbbiban Gordonnal. Aztán a leszállási manőver megkezdődött, mégpedig azzal, hogy Gordon arrább manőverezte a parancsnoki űrhajót, nehogy útban legyen és összeütközzenek. A mérések alapján ekkor az Intrepid leszállóegység 8 kilométerre volt attól a ponttól a pályáján, mint ahol lennie kellett volna, főként a Hold egyenetlen gravitációs mezeje miatt, amelyet nem tudtak kellőképpen kompenzálni. Az irányítástól kapott adatok alapján először ezt a 8 kilométert hidalták át. Majd a 13. keringés során, a Hold túloldala felett repülve, egy 29 másodperces hajtómű indítással megkezdték a fékezést, és 15 kilométer magasra ereszkedtek alá. Majd a holdkompot lassan függőlegesbe állították, amelynek végén Conrad megpillanthatta a felszínt (kezdetben az űrhajó ablakai kifelé, az űr felé néztek).
Conrad ismét a Hóember fényképekről ismert alakját kereste a valódi látvány kráterei között, hogy lássa, jó helyen szállnak le. Hamarosan meg is pillantotta, és diadalmasan jelentette az irányításnak – „Hé, ott a hóember!” –, hogy pontosan a megfelelő helyen vannak a leszálláshoz. Armstronghoz hasonlóan Conradnak is be kellett avatkoznia kézi irányítással a leszállásba, hogy sima területen érjenek talajt, de sokkal kisebb mértékben, mint az első leszállás parancsnoka tette. Az ereszkedés utolsó szakaszában azonban váratlan dolog történt. Nagyjából 30 méter magasan járva a hajtómű sokkal több port vert fel a felszínről, mint Armstrongék esetében, és mire 15 méterre értek a porfelhő eltakart mindent, Conradéknak tulajdonképpen vakon kellett leszállniuk. A leszállás sikerült, azonban a holdkomp a Surveyor kráternek (és szondának) háttal állt meg a talajon, így az űrhajósok nem tudták megerősíteni, hogy sikerült-e a küldetésük alapvető célkitűzése.
Az első megerősítést Gordon küldte rádión, aki fent elhaladva a Hold körüli pályán, szextánsával figyelte a hóembert, és meg is pillantotta a formáció „bal vállánál” megállapodott leszállóegységet. A repülés utáni analízis során úgy adódott, hogy a leszállás végül 163 méterrel a Surveyor–3 mellett történt meg.
A siker valódi megerősítésére, az első holdsétáig várni kellett, amikor Conrad végre kimászott a holdkompból, és első ténykedéseként megkerülte azt. A siker beteljesülését a következő rövid párbeszédből tudhatta meg a világ:

 – Nem fogod elhinni – címezte Beannek a diadalmas bejelentést Conrad.

 – Találd ki, mit látok ott ülni ennek a kráternek a túloldalán? – Bean már sejtette a választ:

 – Csak nem a jó öreg Surveyort?

 – Igen uram, a jó öreg Surveyort. Nem lehetünk messzebb tőle, mint 200 méterre.

### Első holdséta

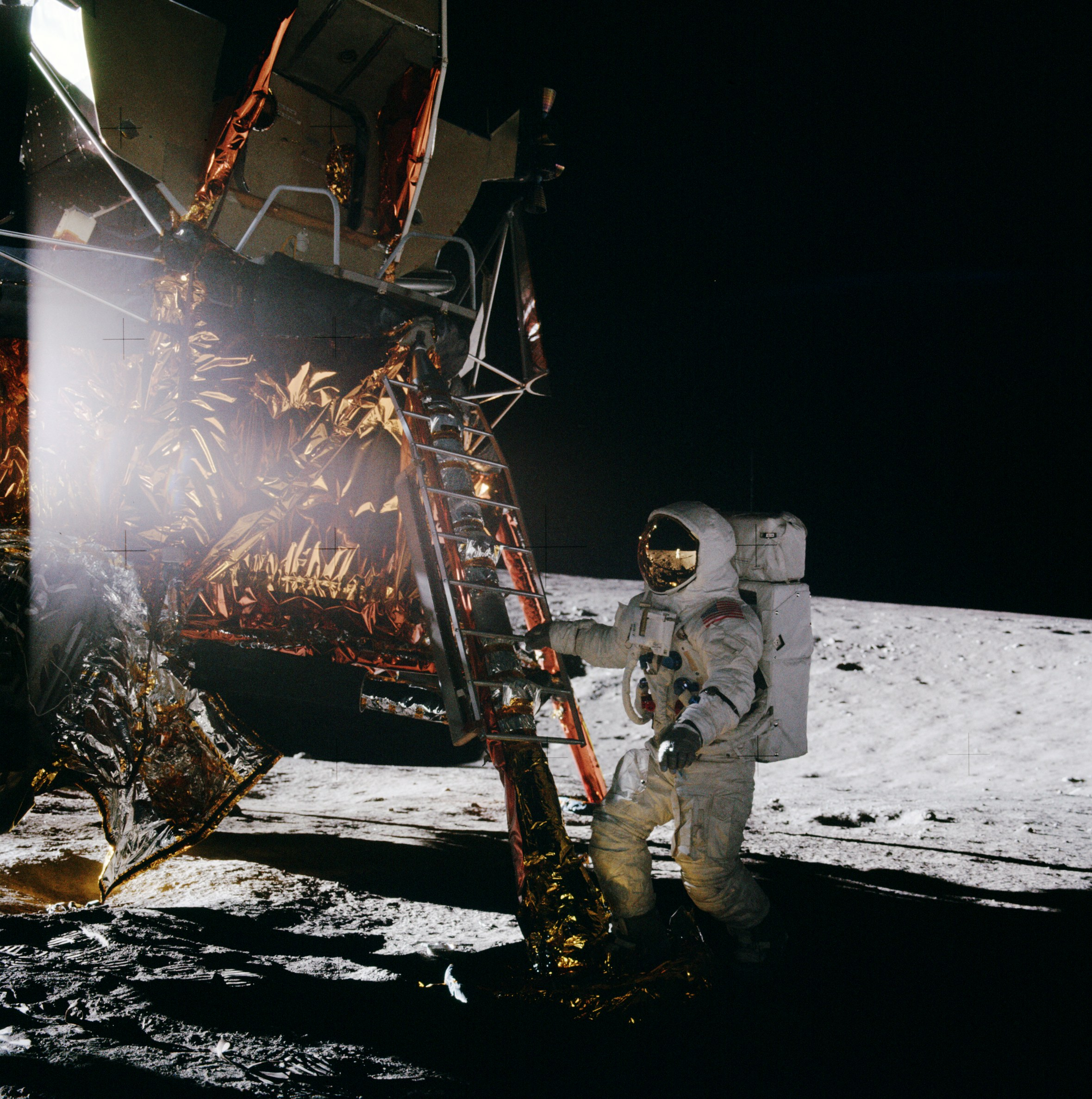
Bean kiszáll a holdkompból

- Első holdséta kezdete: 1969. november 19. 11:32:35 UTC
- Első holdséta vége: 1969. november 19. 15:28:38 UTC
- Időtartam: 3 óra 56 perc 3 másodperc

Armstrongék rögtön az első kísérletre végrehajtott sikerét követően a tervezés nem állt meg, és további küldetéstípusok merültek fel. Az Apollo–11 G típusú repülése után a tervek immár a H típus bevezetését irányozták elő, amely a korábbihoz képest nem egy, hanem két holdsétát irányozott elő, kiterjedtebb tudományos célú feladatokkal. Az Apollo–12-re bízták az úttörő szerepet ennek az útnak a kitaposásában, űrhajósainak kellett a típusváltás támasztotta követelményeknek megfelelni.
A bővítés a következőket foglalta magába: Armstrongék 21 órás holdfelszínen tartózkodását kb. 30-32 órára kívánták kiterjeszteni, amelynek során az egy helyett két, egyenként 3,5-4 órás holdsétát kívántak végrehajtani, valamint sokkal összetettebb és szélesebb körű tudományos műszerparkot kihelyezni. Ehhez volt szükség a hajszálpontos leszállásra, hogy azt a térséget vizsgálhassák a gondosan összeállított műszerparkkal, amit a tudósok előre kinéztek.
Az első holdséta feladata éppen ezért ennek a műszerparknak a felállítása, kihelyezése volt. Erre öt és fél órát kellett várni, ennyi időt vett igénybe a leszállás utáni ellenőrző lista végigvitele és a felkészülés a holdsétára (ezúttal szó sem volt már az Apollo–11 során alkalmazott, „biztonsági tartalékként” beépített pihenési időre és a holdséta látszólagos előre hozatalára a napirendben, hanem az időkeret lehető leghatékonyabb kihasználása miatt szorosan a leírtak szerint haladtak előre). A felkészülési idő alatt azért az űrhajósok többször is kitekintgettek az ablakon, sőt a látható terep-jellegzetességeket leírva megpróbálták Houstonnak meghatározni, hol lehetnek a földi gyakorlásokon alkalmazott fotótérképeken. Biztosat azonban nem sikerült se nekik, se az irányításnak meghatározni, egyedül Dick Gordon szextánsos megfigyelése jelentett támpontot. Öt és fél óra múlva az űrhajósok kinyitották az ajtót, és Pete Conrad kilépett a holdfelszínre.
Conrad teljesen máshogyan közelítette meg a pillanatot, és a történelmi pátosz helyett önmagát nem meghazudtolva humoros kijelentést tett, saját apró termetén poénkodva: „Hoppá! Haver, lehet, hogy ez kis lépés volt Neilnek, de annál nagyobb nekem.” Ezzel egyúttal bebizonyította azt is, hogy a NASA nem szól bele abba, hogy melyik űrhajós mit mond először a Holdon állva (korábban, a repülés előtt hónapokkal Oriana Fallacinak adott interjút, amelyben előre megsúgta az újságírónak, hogy mit fog mondani).

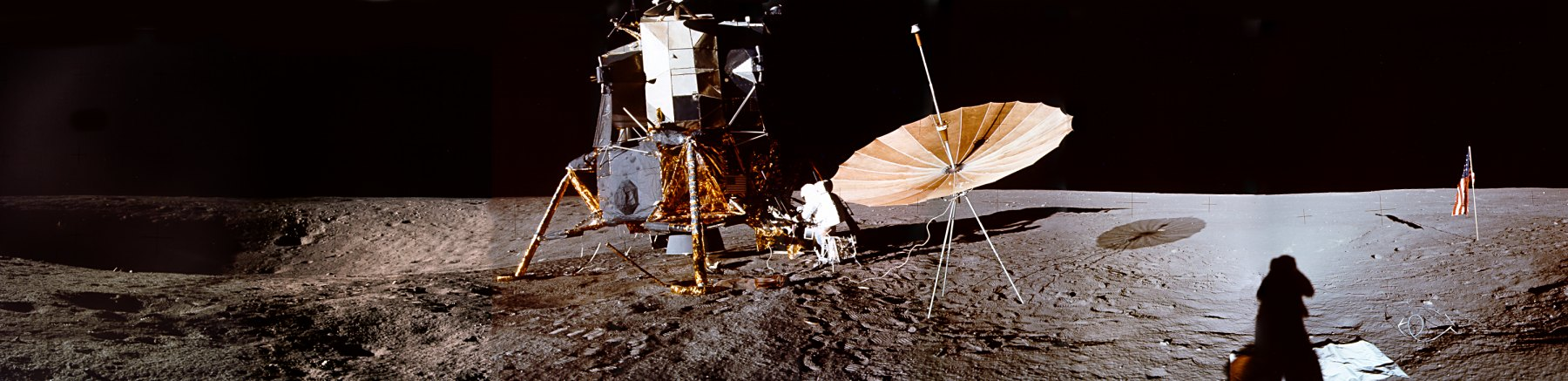
A landolási hely

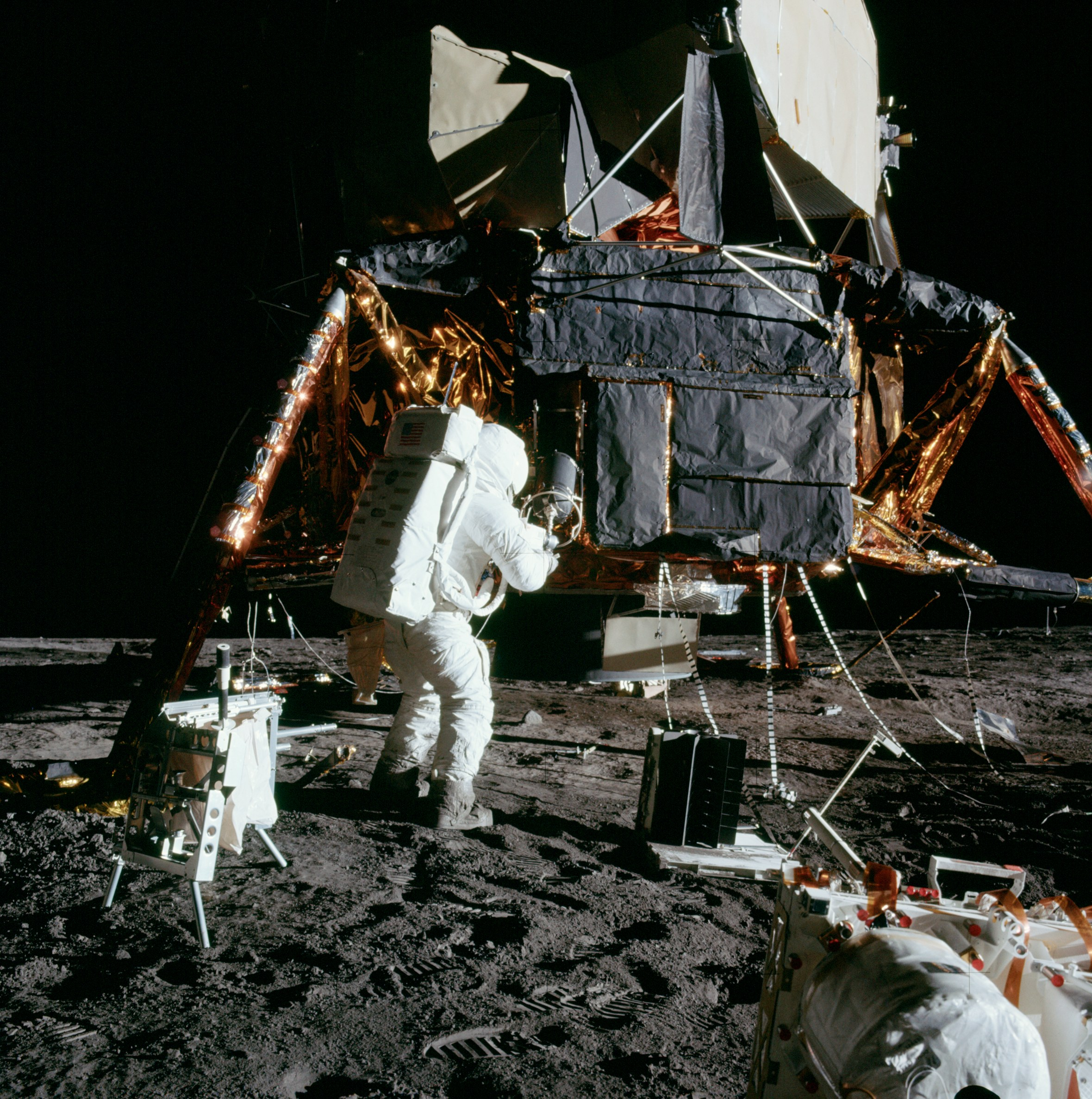
Az ALSEP eszközeinek kitárolása. Az űrhajós jobb lábánál a plutóniumgenerátor, míg ő maga éppen a beszorult plutóniumtartályt próbálja kiszabadítani

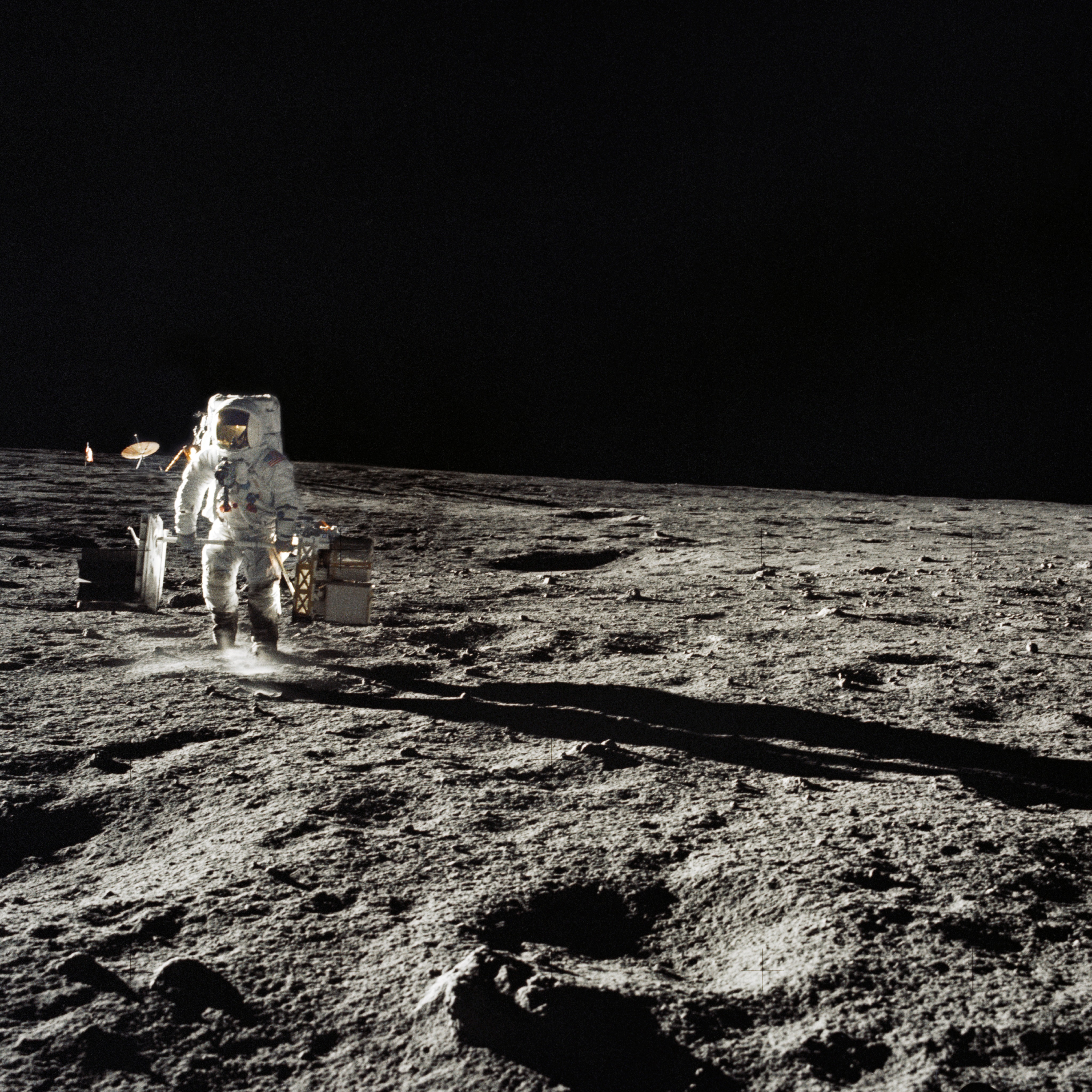
Al Bean cipeli a „súlyzót”

Az első holdfelszíni műveletek a tudományos kutatás céljait elégítették ki, az ehhez szolgáló eszközök kihelyezését, valamint különböző mintavételek elvégzését szolgálták. Ennek keretében Pete Conrad első feladata (Neil Armstrongéhoz hasonlóan) egy biztonsági minta vétele volt. Ezen közben pillantotta meg a parancsnok a Surveyor–3-at, amelyet diadalmasan be is jelentett, ezzel vált teljesen biztossá, hogy az expedíció fő célkitűzését sikerült valóra váltani. Ezt követhette Alan Bean felszínre lépése, hogy az űrhajósok immár együttműködve végezhessék a feladatot. Bean első feladata egy tévékamera felállítása volt, amely új fejlesztésű, színes kamera volt, amelytől sokat vártak a publicitás fejlődésében bízó NASA-nál, hogy a közvélemény szemében is nagyot ugranak Armstrongék szegényes minőségű tévéközvetítéséhez képest. Bean azonban a művelet közben alapvető hibát vétett, véletlenül a Nap felé fordította a kamera objektívjét, amitől kiégett a kamera fényérzékelő elektroncsöve. A közvetítés nem jött létre. Kétségbeesésében Bean még a geológiai kalapácsával megkopogtatta a kamerát, ám az nem javult meg, így az irányítás lemondott a közvetítésről (az idő sürgetett, tovább kellett lépni). Mivel így nem volt lehetséges tévéközvetítés, az amerikai közvélemény figyelme nagyon hamar elfordult a második holdexpedíciótól, hogy aztán igazából sose térjen vissza a Holdra látogató űrhajósokhoz.
A holdkomp körüli teendőket követően következhetett az érdemi helyszíni szerelés, a tudományos műszercsomag, az ALSEP összeállítása. Ehhez először ki kellett pakolni a holdkomp tárolórekeszéből az összecsukott állapotban oda betárolt eszközöket, majd viszonylag messzire, nagyjából 200 méterre el kellett szállítani. Erre azért volt szükség, mert a későbbi holdi felszállás során a hajtómű gázsugara nem volt szabad, hogy érintse a műszerek felállítási helyét, mint azt tette korábban az Apollo–11 esetében. A kitárolás közben kisebb fennakadásba ütköztek az űrhajósok. A műszerek energiaellátásához a korábbi napelemes megoldás helyett egy plutóniumos termoelektromos generátor utazott a Holdra, ehhez kötötték hozzá kábelekkel az egyes berendezéseket. A generátor és a hajtóanyagot tartalmazó plutónium tartály külön utazott, és utóbbi, amikor az őt stabilan a holdkomp tárolójában tartó rekeszből ki akarták húzni, beszorult és megakadt. A többszöri próbálkozás ellenére is félig kihúzott állapotban maradt a tartály, majd Conrad parancsnok nem minden veszély nélküli műveletre szánta el magát: a geológiai kalapácsával többször rávágott a tartályra, amely végül megadta magát, és kicsusszant a tartójából. Ezt követhette a csomag szállítása. Ezt úgy oldották meg, hogy két kompakt csomagba lehetett összekapcsolni a műszereket, míg az adatok továbbításáért felelős rádió hosszú antennáját átfűzve a két csomagon, mintegy súlyzót képezhettek az eszközökből. Aztán a súlyzót megragadva lehetett elcipelni a csomagot a felállítási helyre. A feladat Beanre hárult.
Az ALSEP sokkal fejlettebb volt, mint az Apollo–11 EASEP-je, és 6 műszerből állt:
- passzív szeizmométerből;
- napszél spektrométerből;
- háromtengelyű magnetométerből;
- pordetektorból;
- szupraterminális iondetektorból;
- hidegkatódos ionizáció-mérőből.[10]

E műszerek a rengések mérése révén Hold belső szerkezetét, a felszín felett meglévő nagyon ritka légkör gázait és a napszél hatásait mérték, valamint a Hold szokatlan gravitációs mezejének helyi jellegzetességeit vizsgálták. Felállításukkor a központi egység körül (amely tartalmazta az elektronikát és az eredményeket a Földre továbbító rádiót) sugárirányban helyezték el az egyes műszereket és kábelekkel teremtettek összeköttetést közöttük. Ezek a kábelek meglehetősen megnehezítették a műveleteket. Az Apollo űrruhákban ugyanis az űrhajósok nem tudtak lenézni, ezért nem láttak közvetlenül maguk elé, és a holdkompban több hónapnyi feltekert tárolástól furcsán tekeredő, összevissza gubancolódott kábelek folyton beleakadtak a lábukba. Félvén az eleséstől az űrhajósok egymás lábát figyelték, és egymást hangosan figyelmeztetve segítették egymást a mozgásban, de ez a vártnál lassabbá tette a munkát. A feladatot ezzel együtt sikerült teljesíteni. A műszercsomag üzembe helyezése után az irányítás további fél órányi hosszabbítást engedélyezett az űrhajósoknak, melyet a környék kisebb krátereinek bejárására, valamint mélymintavételekre fordítottak. Ez utóbbi feladat keretében egy mintavevő csövet ütöttek a talajba, majd kihúzva azt, a cső belsejében a talaj rétegződését is magába foglaló talaj-, illetve kőzetmintát kaphattak.
A fél órás felfedezőút végén a két űrhajós összeszedte a mintavételek helyén hátrahagyott mintákat, majd közel négy órás kinntartózkodásuk végén fordított sorrendben visszamászott a kabinba (előbb amennyire lehetett, az űrruháikra tapadt holdport – ugyan bármiféle kefe, vagy porszívó híján – megpróbálták letakarítani az űrruháikról, igaz meglehetősen sikertelenül). Rövid értékelés után az űrhajósok a terv szerint pihenni tértek. A két holdséta közötti időben Conradnak és Beannek bőven hagytak időt az alvásra, de a két űrhajós – Armstronghoz és Aldrinhoz hasonlóan – képtelen volt aludni. A kényelmetlen körülmények (a két összetolt telefonfülke nagyságú kabinban ketten, függőágyakban, az időkorlátok miatt űrruhában kellett volna aludni) és a feladat izgalma miatt az Intrepid utasainak szemére sehogysem jött álom. (A krónikák szerint az első páros, aki tudott aludni a Holdon, az Apollo–15 – a negyedik leszállás – űrhajósai voltak.) Ezen idő alatt Houstonban lázas előkészítés folyt, a második űrséta tervezése. Előzőleg több szcenárió is létezett a geológiailag érdekesebb helyeket bejáró kutatóútra, attól függően, hova sikerül a pontos leszállás. A hely ismeretében aztán most elővehették azt a változatot, amely a legjobban illett a valós körülményekre. Ébredés után Paul J. Weitz a CapCom tájékoztatta Conradot és Beant a pontos feladatokról, és végigegyeztették a pontos teendőket. Ezt követően felkészültek a következő holdsétájukra.

### Második holdséta
- Második holdséta kezdete: 1969. november 20. 03:54:45 UTC
- Második holdséta vége: 1969. november 20. 07:44:00 UTC
- Időtartam: 3 óra 49 perc 15 másodperc

A második kiszállást a repüléstervezők tisztán a Hold tudományos felderítése alá rendelték. Az űrhajósok pihenőideje alatt a tudósok összeállítottak egy útvonalat, amelynek során az űrhajósoknak a „Hóember” kisebb nagyobb krátereit kellett végigjárniuk és ott geológiai mintákat venniük. (A kráterek azért voltak fontosak, mert egy becsapódás különböző mélységekbe vájt le a felszínbe és dobott ki onnan anyagot, vagy takarta ki a felszínt. Így ezeken a helyeken a régen megszilárdult kőzetrétegekből is lehetett mintákhoz jutni, amelyek vizsgálatával megismerhetővé vált az égitest geológiai fejlődése, története).
A geológiai kutatóút során az ún. dokumentált mintavételt használták munkamódszerként, azaz egy mintavétel során a felszedett kőzetet vagy talajmintát megjelölt zsákokba tették, a jelölés (pl. sorszám) alapján feljegyezték, hogy mikor, honnan vették a mintát, és esetleg fényképet készítettek a helyről a mintavétel előtt és után. Ezzel ugyan lassult a folyamat, de a földi kiértékeléskor sokkal könnyebbé vált az adatok kiértékelése, összehasonlítása. Emellett a mintavételek során az űrhajósok szóbeli leírásokat adtak. Ez utóbbi vetett fel problémákat, mivel az űrhajósok nem kaptak mélyebb geológiai kiképzést, és a talán a téma iránt sem túl fogékony pilóták néha keresetlen szavakkal írták le a látványt (például, amikor a parancsnok úgy írt le egy ásványt, hogy „olyan zöld, mint a gyömbérsör palackja”), ami a szakzsargonhoz szokott tudósoknak szokatlan volt.
A tervekben egy 1100-1200 méter hosszú útvonal szerepelt, ezt kellett végiglátogatnia az űrhajósoknak:

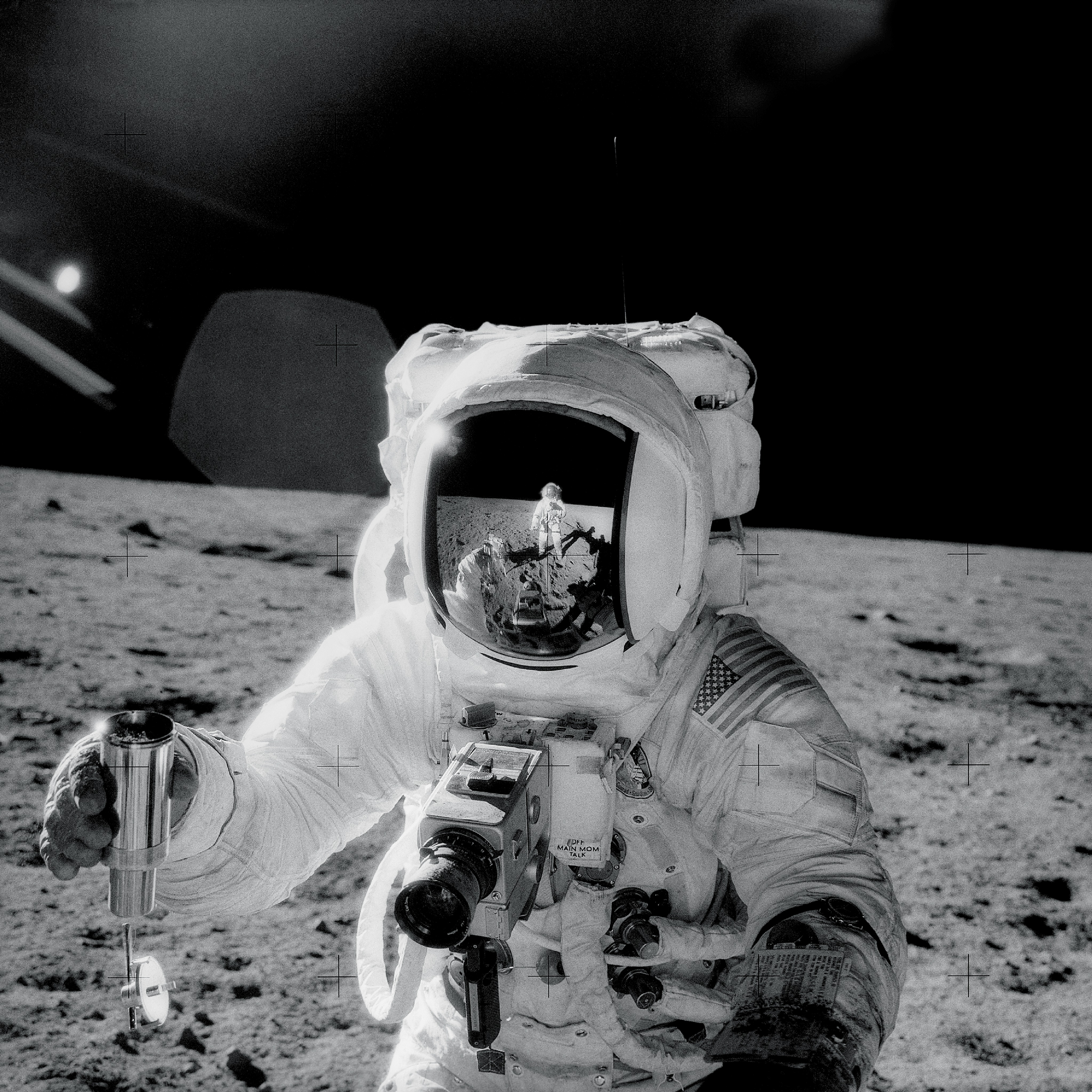
Alan Bean a gázmintavevővel

Head (Fej) kráter: az első geológiai állomás, ahol összesen négy helyről szedtek fel mintákat, amelyek között öt különböző kőzet és két talajminta szerepelt a kráter északi, észak-keleti, majd északnyugati pereméről.
Bench (Pad) kráter: a második kráter már kissé messzebb esett, mintegy 280 méterre a holdkomptól. (Szabály volt, hogy az űrhajósok nem távolodhatnak messzebbre, mit az a távolság, amelyet egyikük létfenntartó hátizsákjának meghibásodása esetén - amikor mindkettejüknek a megmaradt, működőképes eszközre csatlakozva kellett mozognia – biztonsággal visszaérhettek a holdkomphoz. Az Apollo–12 esetében ezt a szabályt nem feszegették különösebben az űrhajósok). Itt közel egymáshoz, a kráter északnyugati peremén három helyről hat kőzet- és három talajmintát gyűjtöttek.
Sharp (Éles) kráter: a Sharp kráter 400 méterre volt a holdkomptól, és itt más mintákat vettek. Ezen a helyen holdi környezeti mintákat és gáz analízis mintákat vettek, amihez külön erre a célra szánt, légmentesen zárható tartóedényeket használtak, és az esetleg előforduló gáznemű anyagokat kívánták csapdába ejteni általa. A mintákat elkülönítve tárolták a kőzetmintáktól. Emellett még egy mélymintát is vettek egy, a talajba levert mintavevő csővel.
Halo (Karimás) kráter: a kráter egy szinte jelentéktelen, mindössze 10 méter átmérőjű mélyedés volt, amelynek a déli peremén vettek egy kettős mélységi mintát az űrhajósok, majd a kráter környezetéből, nagyjából 50 méteren belül még további három helyen.
Surveyor kráter: mielőtt az űrhajósok meglátogatták volna a holdszondát, a környék legnagyobb kráteréhez (amelyben maga a holdszonda is ült) látogattak el. Itt 10 kőzet- és 2 talajmintát is vettek, közel a kráter pereméhez (ezek közül négy már a szonda közvetlen közeléből származott). A mintavételi helyek egyike a Block (Tuskó) kráternél volt, amely amolyan kráter a kráterben formáció volt, azaz a Surveyor kráteren belül egy későbbi becsapódásból származó, a korábbit felülíró becsapódási nyom volt.
Az öt (vagy a Block krátert is számítva hat) becsapódási nyomból összesen 17,6 kg kőzet- és talajmintát szedtek az űrhajósok. Ez kiegészült a Conrad által első holdsétán szedett (1,9 kg) biztonsági mintával, illetve az ALSEP helyszínén, majd a kihelyezést követő kisebb túra során gyűjtött mintákkal, így összesen 34,3 kg mintával tértek vissza.

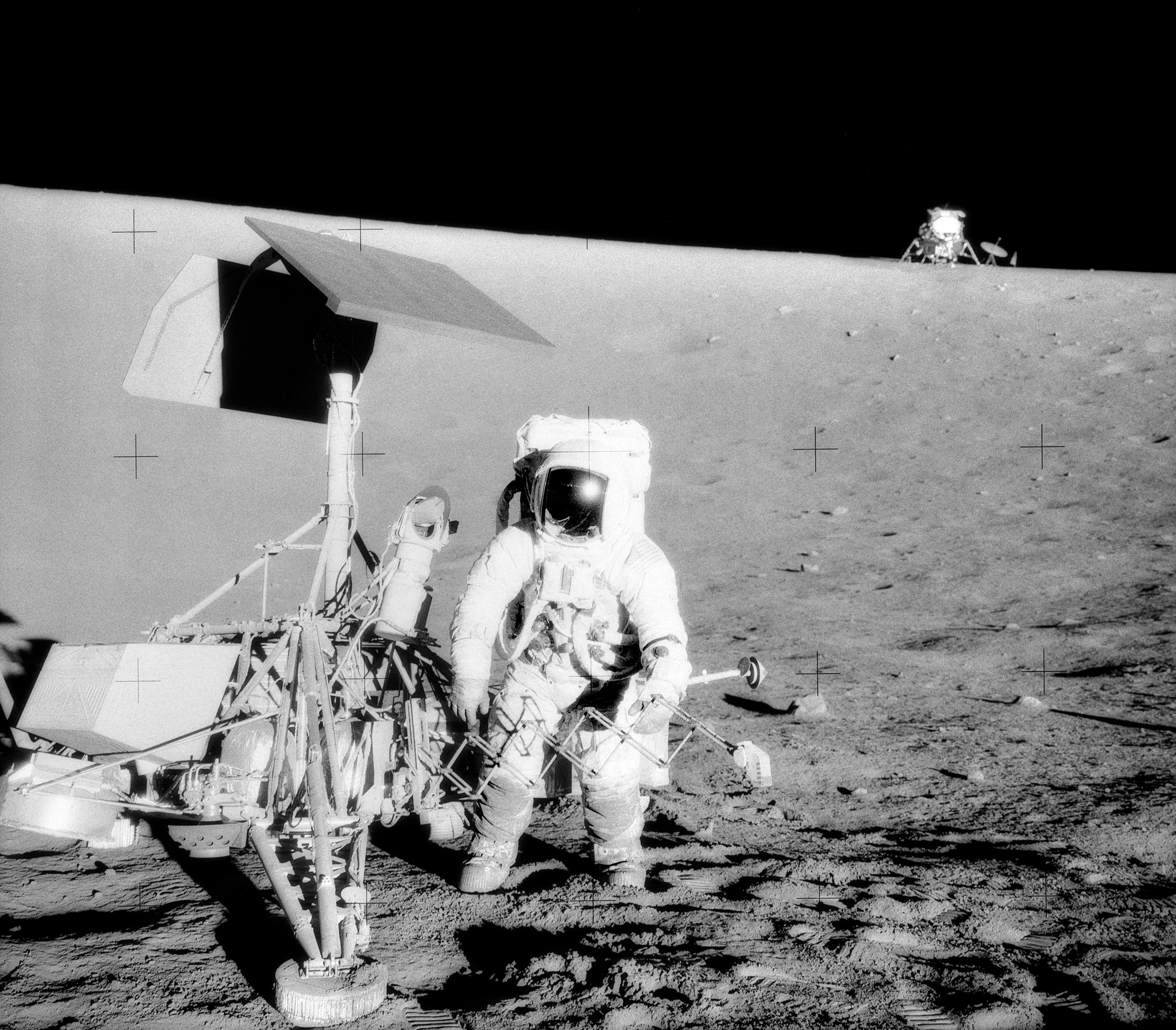
A Surveyor–3, háttérben az Intrepid holdkomppal

A második holdséta csúcspontja ezután következett, az űrhajósok meglátogatták a három éve a felszínen ülő Surveyor–3 holdszondát. Ehhez le kellett ereszkedniük a kráter belsejébe (eladdig főként a kráterek peremén dolgoztak, egyrészt azért, mert ott ígérkeztek a geológiailag legérdekesebb minták, másrészt biztonsági okból, mivel félő volt, hogy a lejtőn elesnek és belegurulnak a kráterbe, és esetleg nem tudnak kimászni). A szonda a kráter pereméhez nem túl messze ült a bemélyedés oldalán, és a két űrhajós viszonylag hosszan ereszkedett le a lejtőn, hogy elérje a már élettelen űreszközt. Meglepetésre a kráterben süppedősebb talajt találtak, mint azon kívül, de a lejtő és a süppedősség ellenére sikerült elérniük a szondát. Az első felfedezés, amit tettek az volt, hogy a szonda fehér felszíne kissé barnára változott, ám amikor kezükkel hozzáértek, kiderült, hogy finom por borítja a felületeket, ez színezi el őket (a későbbi elemzés azt mutatta, hogy az Intrepid nagyjából a szonda irányából érkezett keletről és elrepült felette, és vélhetően a leszálló hajtómű gázsugara által felvert por ült meg a szonda felületein).
Conrad és Bean körbejárták a holdszondát, gondosan lefényképezték, dokumentálták a leszállás nyomait. Megállapították, hogy annak idején kissé „pattogósra” sikerült a Holdra érkezés. Az irányítás úgy döntött, hogy hozzanak is haza egy-két alkatrészt az űrhajósok, ezért levágták róla a kamerát, valamint az ásókart, amelyet aztán a földi tudósok tanulmányozhattak később, hogy milyen hatással volt a közel három évnyi Holdon tartózkodás az eszközökre. Később kisebb szenzációt jelentett, amikor a kamera gumi gyűrűjén mikrobákat találtak, 50-100 Streptococcus mitis baktériumot. A vizsgálatok aztán hamar kiderítették, hogy nem a Holdon élő példányokat találtak, hanem a szonda előkészítésekor uralkodó szegényes higiéniai előkészületek miatti földi szennyeződést (vélhetően valaki rátüsszenthetett a kamerára szerelés közben, és a fertőtlenítés nem működött megfelelően a start előtt). Az űrhajósok hamar végeztek az űreszköz felfedezésével, majd a művelet végére még egy csínyt is terveztek, miszerint egy időzítővel úgy fényképezik le a szondát, hogy mindketten rajta legyenek a felvételen, de az időzítő elkallódása miatt ez nem sikerült.
Ezt követően a páros visszaindult az űrhajóhoz. Útközben még megálltak egy kisebb kráternél, hogy mintát vegyenek. Végül 3 óra 49 perc 15 másodperc múltán a második holdséta is véget ért, amint mindkét űrhajós a kabinban volt, és magukra csukták az ajtót. A kinntartózkodások nagyon sikeresnek bizonyultak, minden célt maradéktalanul sikerült teljesíteni. A két űrhajós hátizsákjaiban mindkét holdséta végén még 40%-nyi oxigénkészlet is megmaradt. A további expedíciók segítségére mindössze annyi javaslatot tettek az űrhajósok, hogy jó lenne az űrruhában valamiféle vízivási lehetőség.

### Visszatérés

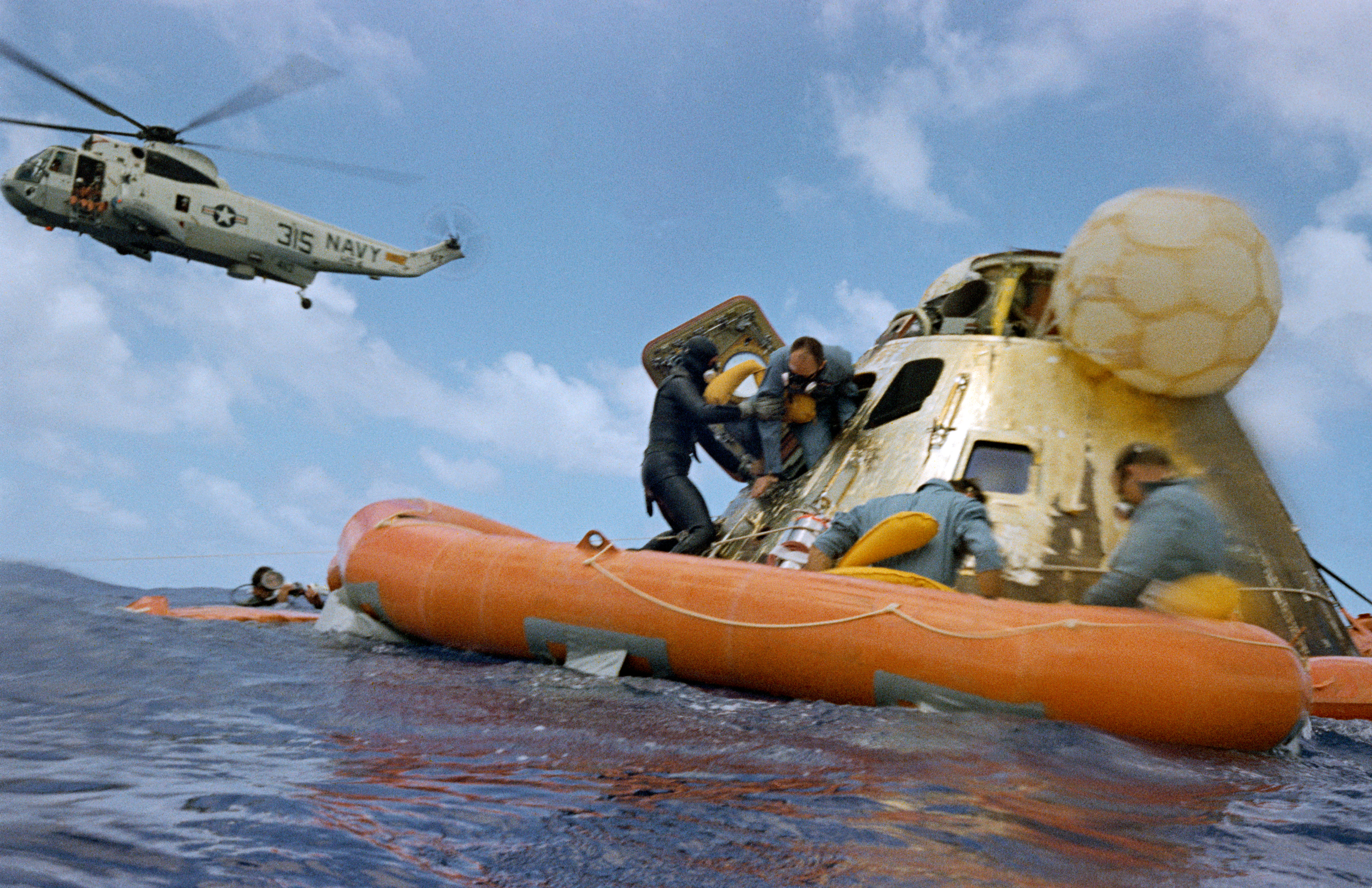
Az Apollo–12 visszatérő kabinja a Csendes-óceánon

A felszállás előtt Conradnak és Beannek 6 órája volt felkészülni. Ez idő alatt eltárolták a kőzetmintákat, a Surveyor alkatrészeit, valamint a saját elromlott tévékamerájukat – amit Houston kért, hogy vigyék vissza a Földre, vizsgálat céljából –, majd kidobták a szemetet, köztük az űrsétán használt és immár feleslegessé vált létfenntartó hátizsákjaikat. Nagyjából kitakarították a kabint, bár a holdpor miatt Conrad úgy jellemezte magukat, mint „szutykos szénbányászok”-at. Az Intrepid 31 óra 31 perces felszíni tartózkodás után szállt fel. Az űrhajósok másfél óra múltán találkoztak a Yankee Clipper anyaűrhajóval és Gordonnal. A közben eltelt idő alatt Conrad az egész Apollo–program egyik legemberibb gesztusát gyakorolta: megengedte Al Beannek, hogy vezesse a holdkompot.
Az összekapcsolódás után átpakoltak az anyaűrhajóba, majd a holdkompot egy utolsó tesztre használták fel. A maradék üzemanyag felhasználásával letérítették a pályájáról az űrhajót, és becsapódó pályára vezérelték. A cél az általuk kihelyezett műszerek kalibrálása volt, így a becsapódást a leszállóhelyhez viszonylag közel, 76 kilométerre hajtották végre. Az eredmény meglepő volt a tudósok számára: a becsapódás nyomán a szeizmométer érzékelte a becsapódás lökését, majd utána még hosszú ideig rögzített vibrációt, ami a Földön elképzelhetetlen lett volna.
Az eseménytelen hazaút során csak igen kevesen voltak tudatában annak a veszélynek, hogy a startkor történt villámcsapás megrongálhatta az ejtőernyőház piropatronjait, azaz a három űrhajós hazatérte igen nagy rizikót rejtett. Szerencsére az ejtőernyők nem bizonyultak hibásnak, és 10 nap 4 óra és 36 perc repülés után a második holdexpedíció is sikerrel landolt a Csendes-óceánon, Pago Pago szigete mellett 600 kilométerrel, a kiemelésre küldött USS Hornet anyahajótól mindössze 3,5 kilométerre. Az űrhajósokat – a kötelező izolációs ruházat felöltése után – hamar kiemelték és a mentőhajóra vitték, amelyen megkezdték a karantént a Hawaii-ra vezető négy napos útjukkal. Végül Conrad és Bean 1969. november 29-én lépett be a Holdi Fogadó Laboratóriumba, ahol további 11 napot töltöttek karanténban, miközben részletes beszámolót rögzítettek velük a tudósok a repülés minden aspektusáról.

### Az Apollo–12 kőzetmintáiról röviden
Az Apollo–12 űrhajósai végül 34 kg kőzet- és talajmintát hoztak vissza az Oceanus Procellarumról. A minták mindössze 2 kőzetdarab kivételével – amelyek a becsapódások során létrejövő breccsák voltak – mind bazaltokból álltak, kémiai összetételük a földi meghatározás szerint már inkább ultrabázisos, vagy pikritesnek is nevezi ezt gyakran a szakirodalom. A bazaltok sötét színű kőzetek, amelyek a földön vulkáni aktivitásból származnak és lávából szilárdulnak meg (a Földön például Hawaiin figyelhetőek meg legjobban keletkezésük során). Fő összetevőjük a piroxén és a plagioklász, de az Apollo–12 leszállóhelyén talált bazaltok kissé különböztek a bennük található különböző ásványok (elsősorban olivin és limonit) miatt. Összehasonlítva az immár két helyről származó kőzeteket, az Apollo–12 bazaltjai kb. 500 millió évvel később keletkeztek, mint az Apollo–11-ről származó minták. Emellett összetételére nézve Conradék mintái sokkal kevesebb titánt tartalmaztak. Ezzel kimondható, hogy a Holdon hosszú időn át tartó és időben változó vulkanizmus ment végbe.
A NASA a világ számos kutatóhelyének kínált fel holdkőzeteket, így a budapesti Eötvös Lóránd Tudományegyetem is kapott – egy 15 évenként többször megújítható kölcsönszerződés keretében – mintákat, amelyek között az Apollo–12 leszállási helyén szedett holdkőzet is megtalálható. Ezeket egyetemi tanulmányaik során az ELTE hallgatói is tanulmányozhatják, valamint időnként nyilvánosan is kiállításra kerülnek.

### Az LRO felvétele
A Lunar Reconnaissance Orbiter (LRO) sorra fényképezte nagy felbontású technológiával az Apollo leszállási helyeken a visszamaradt holdkomp állványzatokat. Az Apollo–12 helyén ez annál érdekesebb, mert a Surveyor–3 űrszonda is megfigyelhető ezen a felvételen.

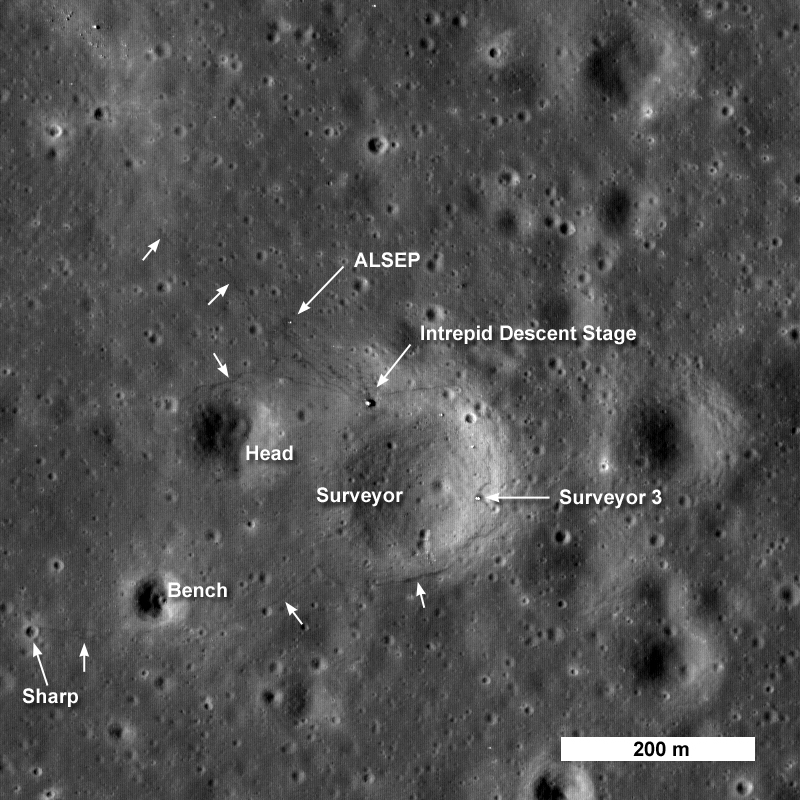
Az Apollo–12 leszállás után visszamaradt holdkomp állványzata, a Surveyor–3 és az ALSEP fényképe az LRO felvételén